# Torre do Diabo
A Devils Tower (em português Torre do Diabo) é um lacólito colunar, com topo relativamente plano, que possui 275 metros de altura. Localiza-se na região nordeste do estado de Wyoming, nos Estados Unidos e se destaca do relevo ao seu redor. É composicionalmente similar à rocha fonólito.
Muitas tribos ameríndias (Arapahos, Crows, Cheyennes, Kiowas, Lakotas e Shoshones) têm laços culturais com este monólito muito anteriores à chegada dos europeus e dos primeiros imigrantes. Vários nomes foram dados ao monólito pelas várias tribos.
Na cultura popular, o monólito é famoso por ter aparecido no filme de ficção científica Contatos Imediatos do Terceiro Grau (1977), de Steven Spielberg.